# John Benson
John Benson (ur. 27 kwietnia 1991 w Akrze) — ghański piłkarz występujący obecnie w klubie Al Ahli Ad-Dauha na pozycji środkowego pomocnika. Wraz z reprezentacją Ghany wygrał w 2009 roku Mistrzostwa Świata U-20 w Egipce, zaliczając 2 występy i spędzając łącznie 65 minut na boisku.